# Madvillain
Madvillain è stato un gruppo hip hop statunitense formato dall'MC e beatmaker MF DOOM e dall'MC e beatmaker Madlib. L'album di debutto del duo è stato lodato per la scelta innovativa di creare canzoni molto brevi, dalle liriche oscure, povere di ritornelli e con un suono inadatto alle radio commerciali.
Nel 2006 i Madvillain comparvero su CD/DVD Chrome Children, di Stones Throw e Adult Swim, con una nuova canzone e la registrazione di un'esibizione dal vivo.
MF DOOM e Madlib hanno pubblicato nel 2008 un secondo album, dal titolo Madvillainy 2. 

## Discografia

### Album
- 24 marzo 2004 - Madvillainy (Stones Throw Records)
- 26 settembre 2008 - Madvillainy 2 (Stones Throw Records)

### EP
- 2005: Madvillain Remixes di Four Tet
- 2005: Madvillain Remixes di Koushik

### Singoli
- 2003 - Money Folder / America's Most Blunted
- 2003 - Curls / ALL CAPS
- 2004 - One Beer
- 2006 - Monkey Suite